# Oecetis hamata
Oecetis hamata är en nattsländeart som först beskrevs av Georg Ulmer 1915.  Oecetis hamata ingår i släktet Oecetis och familjen långhornssländor. Inga underarter finns listade i Catalogue of Life.